# Rue Franz Merjay

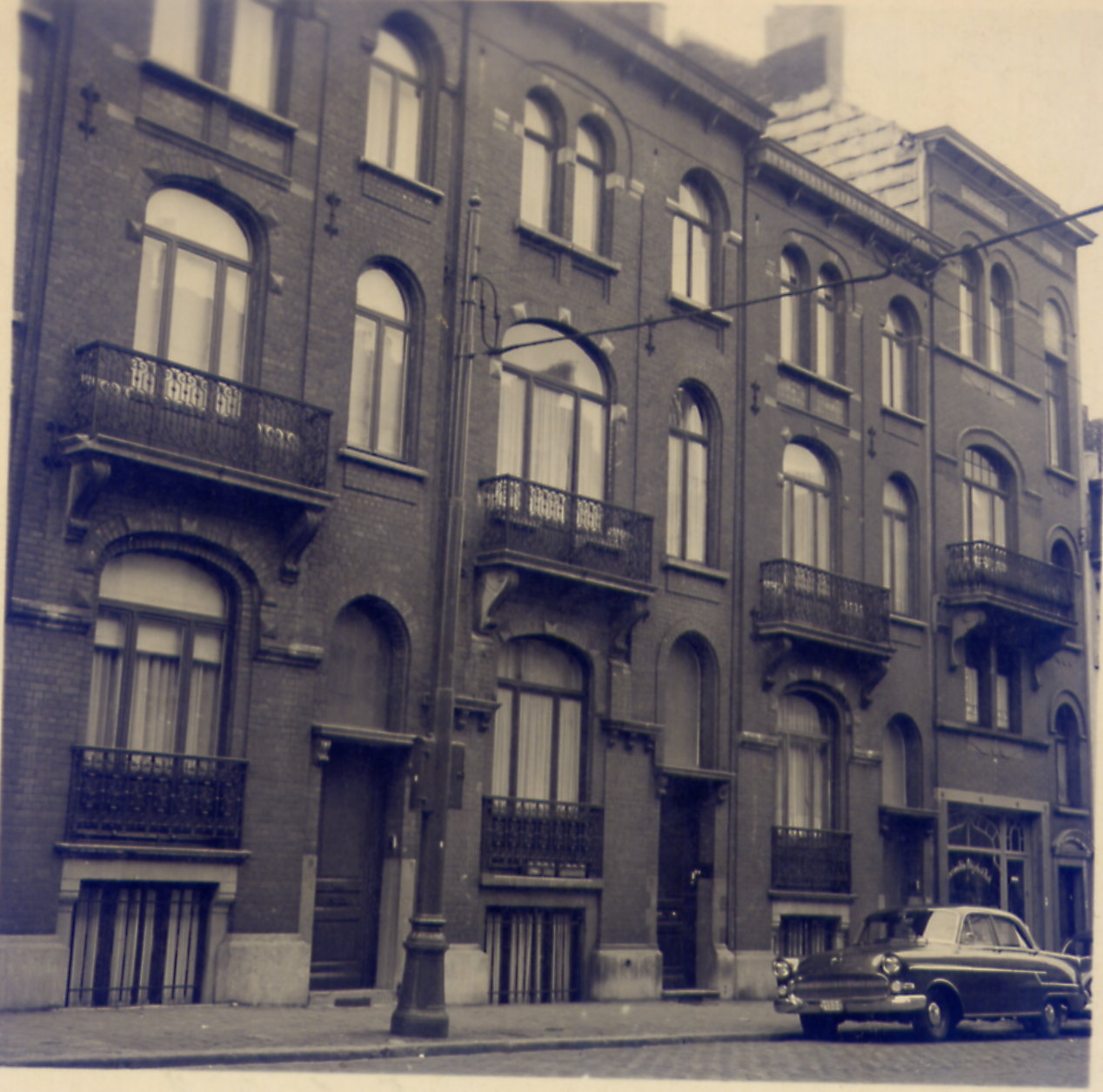
Le début de la rue Franz Merjay à Ixelles (Bruxelles) en 1958. De droite à gauche, le numéro 3, 5, 7 et 9.

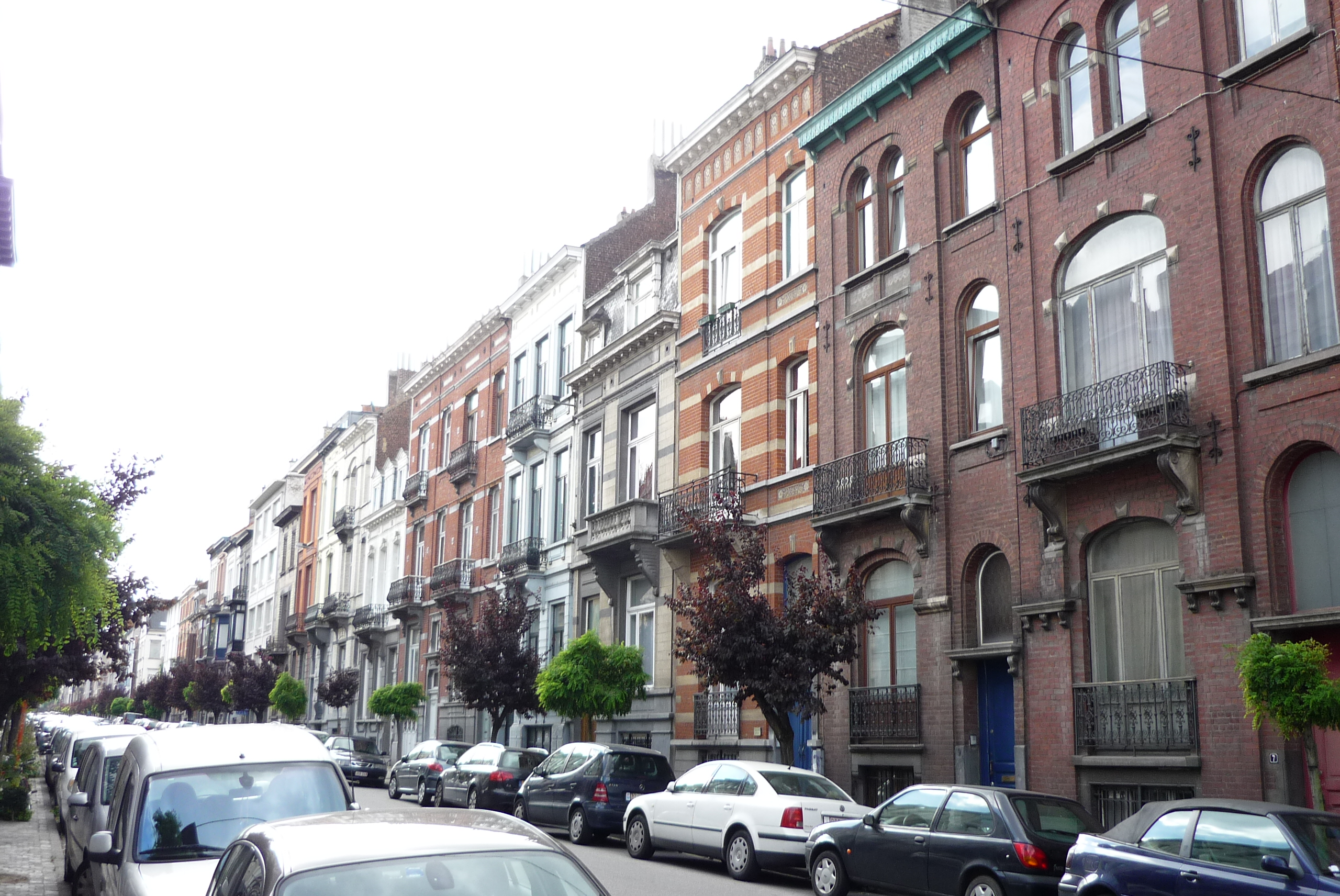
Le début de la rue Franz Merjay à Ixelles (Bruxelles) en 2009. De droite à gauche, le numéro 7, 9, 11, 13 etc.

La rue Franz Merjay, jadis rue de la Culture, est une rue qui commence dans la commune bruxelloise d'Ixelles et se continue à Uccle à partir des nos 217 et 198.

## Historique
Elle doit son nom actuel au résistant de la Première Guerre mondiale Franz Merjay, fils du lieutenant-général Jean-Baptiste Merjay, qui créa un service de renseignement durant cette guerre mais fut capturé et exécuté à l’âge de 65 ans par les Allemands.
C'est aussi dans cette rue, appelée alors rue de la Culture, que, le 10 octobre 1907, Antoine Depage fonde, dans quatre maisons adjacentes — nos 143 à 149 — sa première école d'infirmières qu'il confie à la direction d'Edith Cavell.

## Édifices remarquables

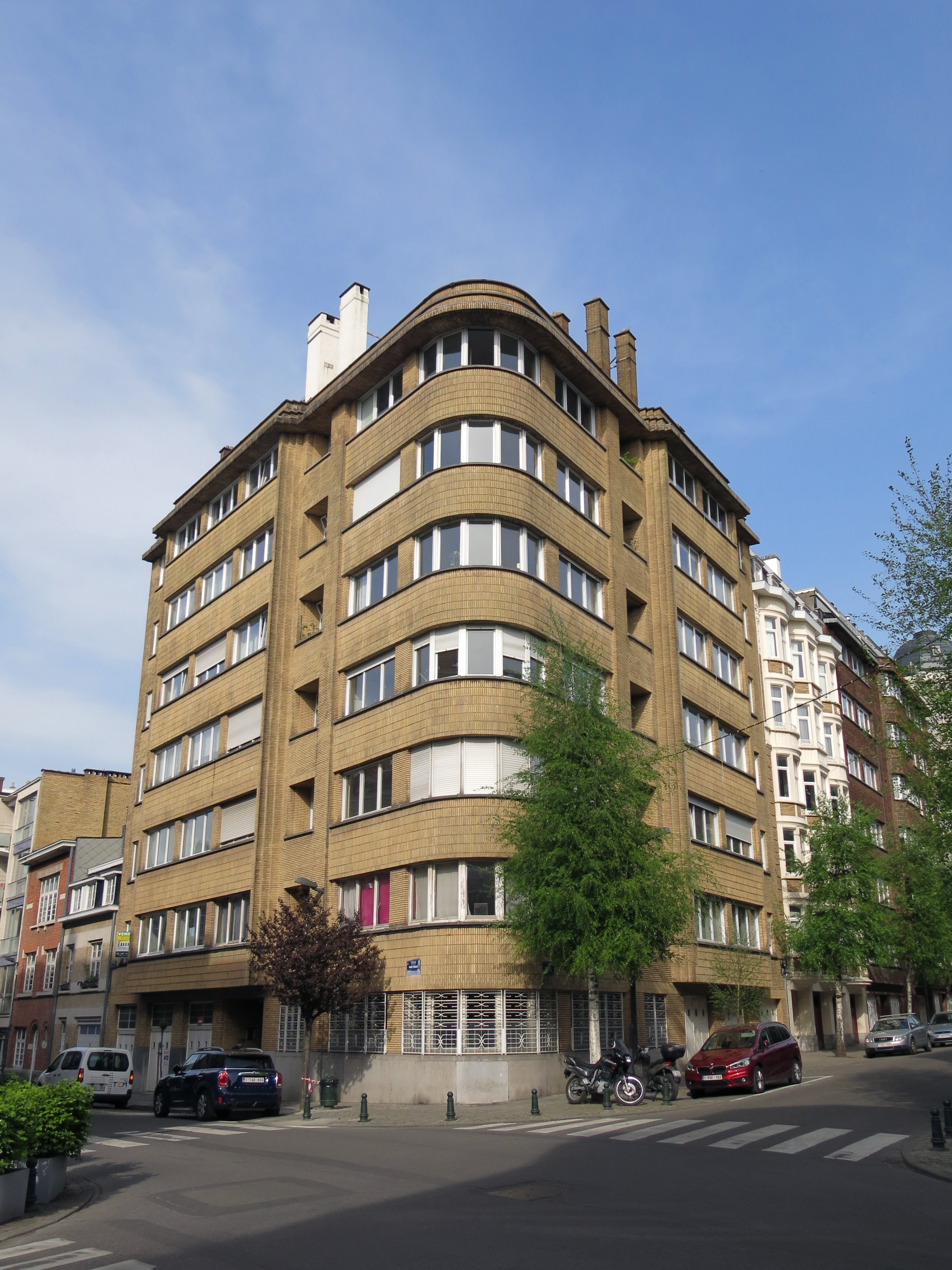
Immeuble d'habitation, 128, rue Franz Merjay, par l'architecte Lucien De Vestel.

- 128, rue Franz Merjay, immeuble d'habitation conçu par l'architecte moderniste Lucien De Vestel en 1935.